# Super Rugby 2013
Die Saison 2013 war die dritte Ausgabe von Super Rugby, einem Rugby-Union-Wettbewerb mit 15 Franchise-Mannschaften aus Australien, Neuseeland und Südafrika. Die Saison begann am 15. Februar 2013 und endete mit dem Finale am 3. August 2013. Es wurden insgesamt 125 Spiele ausgetragen. Die 15 Teams waren in drei Conferences eingeteilt, die den drei Ländern entsprachen.
Die Chiefs aus Hamilton (Neuseeland) gewannen den Titel zum zweiten Mal und wiederholten damit ihren Erfolg aus dem Vorjahr. Innerhalb der südafrikanischen Conference ersetzten die Southern Kings aus Port Elizabeth die Lions aus Johannesburg. Die Kings verloren in einem Play-off ihren Ligaplatz für 2014 wieder an die Lions.

## Modus
Jedes Team spielte in der regulären Saison nach folgendem Muster:
- Innerhalb der Conference: Jedes Team absolvierte je zwei Spiele gegen die vier anderen Teams in seiner Conference (ein Heim- und Auswärtsspiel).
- Übrige Conferences: Jedes Team absolvierte Heimspiele gegen vier Vertreter aus den übrigen Conferences sowie Auswärtsspiele gegen vier andere Vertreter (dadurch fehlte eine Begegnung mit je einem Vertreter aus den Conferences).

Die bestplatzierten Teams der drei Conferences sowie die drei nächstklassierten Teams in der Gesamttabelle (Wildcard) zogen in die Play-offs ein. Die zwei besseren Conference-Sieger erhielten für das Viertelfinale ein Freilos. In diesem traf der dritte Conference-Sieger auf das drittplatzierte Wildcard-Team, während das bestplatzierte Wildcard-Team auf das zweitplatzierte traf. Es folgten Halbfinale und Finale, wobei das Heimrecht aufgrund der höheren Platzierung in der Gesamttabelle ermittelt wurde.

## Ergebnisse

### Australische Conference
|     | Team     | Spiele | Siege | Unent. | Ndlg. | Freilos | Spiel- punkte | Diff. | Bonus- punkte | Tabellen- punkte |
| --- | -------- | ------ | ----- | ------ | ----- | ------- | ------------- | ----- | ------------- | ---------------- |
| 01. | Brumbies | 18     | 10    | 2      | 4     | 2       | 430:295       | + 135 | 8             | 60               |
| 02. | Reds     | 18     | 10    | 2      | 4     | 2       | 321:296       | + 25  | 6             | 58               |
| 03. | Waratahs | 18     | 8     | 0      | 8     | 2       | 411:371       | + 40  | 5             | 45               |
| 04. | Rebels   | 18     | 5     | 0      | 11    | 2       | 382:515       | − 133 | 9             | 37               |
| 05. | Force    | 18     | 4     | 1      | 11    | 2       | 267:366       | − 90  | 5             | 31               |

### Neuseeländische Conference
|     | Team        | Spiele | Siege | Unent. | Ndlg. | Freilos | Spiel- punkte | Diff. | Bonus- punkte | Tabellen- punkte |
| --- | ----------- | ------ | ----- | ------ | ----- | ------- | ------------- | ----- | ------------- | ---------------- |
| 01. | Chiefs      | 18     | 12    | 0      | 4     | 2       | 458:364       | + 94  | 10            | 66               |
| 02. | Crusaders   | 18     | 11    | 0      | 5     | 2       | 446:307       | + 139 | 8             | 60               |
| 03. | Blues       | 18     | 6     | 0      | 10    | 2       | 347:364       | − 16  | 12            | 44               |
| 04. | Hurricanes  | 18     | 6     | 0      | 10    | 2       | 386:457       | − 71  | 9             | 41               |
| 05. | Highlanders | 18     | 3     | 0      | 13    | 2       | 374:496       | − 122 | 9             | 29               |

### Südafrikanische Conference
|     | Team     | Spiele | Siege | Unent. | Ndlg. | Freilos | Spiel- punkte | Diff. | Bonus- punkte | Tabellen- punkte |
| --- | -------- | ------ | ----- | ------ | ----- | ------- | ------------- | ----- | ------------- | ---------------- |
| 01. | Bulls    | 18     | 12    | 0      | 4     | 2       | 448:330       | + 118 | 7             | 63               |
| 02. | Cheetahs | 18     | 10    | 0      | 6     | 2       | 382:358       | + 28  | 6             | 54               |
| 03. | Stormers | 18     | 9     | 0      | 7     | 2       | 346:292       | + 54  | 6             | 50               |
| 04. | Sharks   | 18     | 8     | 0      | 8     | 2       | 384:305       | + 79  | 8             | 48               |
| 05. | Kings    | 18     | 3     | 1      | 12    | 2       | 298:564       | − 266 | 2             | 24               |

### Gesamttabelle
|     | Team        | Spiele | Siege | Unent. | Ndlg. | Freilos | Spiel- punkte | Diff. | Bonus- punkte | Tabellen- punkte |
| --- | ----------- | ------ | ----- | ------ | ----- | ------- | ------------- | ----- | ------------- | ---------------- |
| 01. | Chiefs      | 18     | 12    | 0      | 4     | 2       | 458:364       | + 94  | 6             | 66               |
| 02. | Bulls       | 18     | 12    | 0      | 4     | 2       | 448:330       | + 118 | 7             | 63               |
| 03. | Brumbies    | 18     | 10    | 2      | 4     | 2       | 430:295       | + 135 | 8             | 60               |
| 04. | Crusaders   | 18     | 11    | 0      | 5     | 2       | 446:307       | + 139 | 6             | 60               |
| 05. | Reds        | 18     | 10    | 2      | 4     | 2       | 321:296       | + 25  | 6             | 58               |
| 06. | Cheetahs    | 18     | 10    | 0      | 6     | 2       | 382:358       | + 24  | 6             | 54               |
| 07. | Stormers    | 18     | 9     | 0      | 7     | 2       | 346:292       | + 54  | 6             | 46               |
| 08. | Sharks      | 18     | 8     | 0      | 8     | 2       | 384:305       | + 79  | 8             | 48               |
| 09. | Waratahs    | 18     | 8     | 0      | 8     | 2       | 411:371       | + 40  | 5             | 45               |
| 10. | Blues       | 18     | 6     | 0      | 10    | 2       | 347:364       | − 17  | 12            | 44               |
| 11. | Hurricanes  | 18     | 6     | 0      | 10    | 2       | 386:457       | − 71  | 7             | 41               |
| 12. | Rebels      | 18     | 5     | 0      | 11    | 2       | 382:515       | − 133 | 8             | 37               |
| 13. | Force       | 18     | 4     | 1      | 11    | 2       | 267:366       | − 99  | 5             | 31               |
| 14. | Highlanders | 18     |       | 0      | 13    | 2       | 374:496       | − 122 | 9             | 29               |
| 15. | Kings       | 18     | 3     | 1      | 12    | 2       | 298:564       | − 266 | 2             | 24               |

Die Punkte werden wie folgt verteilt:
- 4 Punkte bei einem Sieg
- 2 Punkte bei einem Unentschieden
- 0 Punkte bei einer Niederlage (vor möglichen Bonuspunkten)
- 1 Bonuspunkt für vier oder mehr Versuche, unabhängig vom Endstand
- 1 Bonuspunkt bei einer Niederlage mit weniger als sieben Punkten Unterschied
- Jedes Teams hat zwei Freilose und erhält dafür je vier Punkte gutgeschrieben

## Finalrunde

### Viertelfinale
| 20. Juli 2013 19:35 NZST | Crusaders | 38 : 9         | Reds                      | Rugby League Park, Christchurch Zuschauer: 14.000 Schiedsrichter: Jaco Peyper (Südafrika) |
| 20. Juli 2013 19:35 NZST | Versuche: Crotty 10. erh., 66. erh. Carter 30. n.erh. Marshall 51. erh. Erhöhungen: Carter (3/4) Straftritte: Carter (3/4) 3., 26., 39. Taylor (1/1) 72. | (21:6) Bericht | Straftritte: Cooper (3/4) | Rugby League Park, Christchurch Zuschauer: 14.000 Schiedsrichter: Jaco Peyper (Südafrika) |

| 21. Juli 2013 19:40 AEST | Brumbies                                                         | 15 : 13       | Cheetahs                                                                   | Canberra Stadium, Canberra Zuschauer: 14.020 Schiedsrichter: Glen Jackson (Neuseeland) |
| 21. Juli 2013 19:40 AEST | Straftritte: Lealiʻifano (4/6) 3., 30., 59., 67. White (1/1) 48. | (6:5) Bericht | Versuche: Sadie 16. n.erh. Benjamin 79. n.erh. Straftritte: Smit (1/2) 46. | Canberra Stadium, Canberra Zuschauer: 14.020 Schiedsrichter: Glen Jackson (Neuseeland) |

### Halbfinale
| 27. Juli 2013 19:35 NZST | Chiefs                                                                                          | 20 : 19       | Crusaders                                                                                    | Waikato Stadium, Hamilton Zuschauer: 24.000 Schiedsrichter: Steve Walsh (Australien) |
| 27. Juli 2013 19:35 NZST | Versuche: Masaga 51. erh., 57. erh. Erhöhungen: Cruden (2/2) Straftritte: Cruden (2/3) 21., 47. | (3:9) Bericht | Versuche: Dagg 59. erh. Erhöhungen: Carter (1/1) Straftritte: Carter (4/6) 6., 19., 28., 75. | Waikato Stadium, Hamilton Zuschauer: 24.000 Schiedsrichter: Steve Walsh (Australien) |

| 27. Juli 2013 17:05 SAST | Bulls                                                                                  | 23 : 26         | Brumbies | Loftus Versfeld Stadium, Pretoria Zuschauer: 37.000 Schiedsrichter: Craig Joubert (Südafrika) |
| 27. Juli 2013 17:05 SAST | Versuche: Engelbrecht 16. n.erh. Straftritte: Steyn (6/7) 22., 29., 43., 51., 60., 76. | (11:16) Bericht | Versuche: Mogg 11. erh. Kuridrani 78. erh. Erhöhungen: Lealiʻifano (2/2) Straftritte: Lealiifano (4/5) 3., 25., 36., 49. | Loftus Versfeld Stadium, Pretoria Zuschauer: 37.000 Schiedsrichter: Craig Joubert (Südafrika) |

### Finale
| 3. August 2013 19:35 NZST | Chiefs | 27 : 22        | Brumbies                                                                                             | Waikato Stadium, Hamilton Zuschauer: 25.114 Schiedsrichter: Craig Joubert (Südafrika) |
| 3. August 2013 19:35 NZST | Versuche: Messam 64. n.erh. Robinson 68. erh. Erhöhungen: Cruden (1/2) Straftritte: Cruden (5/7) 23., 26., 32., 48., 72. | (9:16) Bericht | Versuche: Lealiʻifano 38. erh. Erhöhungen: (1/1) Straftritte: Lealiifano (5/5) 6., 8., 21., 46., 59. | Waikato Stadium, Hamilton Zuschauer: 25.114 Schiedsrichter: Craig Joubert (Südafrika) |

| 15                 | Gareth Anscombe    | 59. |
| 14                 | Lelia Masaga       |     |
| 13                 | Charlie Ngatai     |     |
| 12                 | Andrew Horrell     | 46. |
| 11                 | Asaeli Tikoirotuma | 78. |
| 10                 | Aaron Cruden       |     |
| 09                 | Tawera Kerr-Barlow | 65. |
| 08                 | Matt Vant-Leven    | 49. |
| 07                 | Tanerau Latimer    |     |
| 06                 | Liam Messam        |     |
| 05                 | Brodie Retallick   |     |
| 04                 | Craig Clarke       |     |
| 03                 | Ben Tameifuna      | 46. |
| 02                 | Hikawera Elliott   | 78. |
| 01                 | Toby Smith         |     |
| Auswechselspieler: |                    |     |
| 16                 | Rhys Marshall      | 78. |
| 17                 | Ben Afeaki         | 46. |
| 18                 | Michael Fitzgerald | 78. |
| 19                 | Sam Cane           | 49. |
| 20                 | Augustine Pulu     | 65. |
| 21                 | Bundee Aki         | 46. |
| 22                 | Robbie Robinson    | 59. |

| 15                 | Jesse Mogg            |     |
| 14                 | Henry Speight         |     |
| 13                 | Tevita Kuridrani      | 72. |
| 12                 | Christian Lealiʻifano |     |
| 11                 | Clyde Rathbone        | 59. |
| 10                 | Matt Toomua           |     |
| 09                 | Nic White             | 78. |
| 08                 | Ben Mowen             |     |
| 07                 | George Smith          |     |
| 06                 | Peter Kimlin          |     |
| 05                 | Sam Carter            | 65. |
| 04                 | Scott Fardy           |     |
| 03                 | Ben Alexander         | 78. |
| 02                 | Stephen Moore         | 78. |
| 01                 | Scott Sio             |     |
| Auswechselspieler: |                       |     |
| 16                 | Siliva Siliva         | 78. |
| 17                 | Ruan-Henry Smith      | 78. |
| 18                 | Fotu Auelua           | 65. |
| 19                 | Colby Fainga’a        |     |
| 20                 | Ian Prior             | 78. |
| 21                 | Andrew Smith          | 72. |
| 22                 | Joseph Tomane         | 59. |

## Playoffs
|    | Team  | Spiele | Siege | Unent. | Ndlg. | Spiel- punkte | Diff. | Bonus- punkte | Tabellen- punkte |
| -- | ----- | ------ | ----- | ------ | ----- | ------------- | ----- | ------------- | ---------------- |
| 1. | Lions | 2      | 1     | 0      | 1     | 44:42         | + 2   | 1             | 5                |
| 2. | Kings | 2      | 1     | 0      | 1     | 42:44         | − 2   | 1             | 5                |

Ergebnisse
| 26. Juli 2013 19:10 SAST | Kings           | 19 : 26 | Lions | Nelson Mandela Bay Stadium, Port Elizabeth Zuschauer: 27.358 Schiedsrichter: Jaco Peyper (Südafrika) |
| 26. Juli 2013 19:10 SAST | (14:19) Bericht |         |       | Nelson Mandela Bay Stadium, Port Elizabeth Zuschauer: 27.358 Schiedsrichter: Jaco Peyper (Südafrika) |

| 3. August 2013 17:00 SAST | Lions         | 18 : 23 | Kings | Ellis Park Stadium, Johannesburg Schiedsrichter: Stuart Berry (Südafrika) |
| 3. August 2013 17:00 SAST | (8:9) Bericht |         |       | Ellis Park Stadium, Johannesburg Schiedsrichter: Stuart Berry (Südafrika) |